# متحف الأحجار الكریمة في قلعة أربيل
متحف الأحجار الكريمة في قلعة أربيل أفتتح المتحف في يوم التَّاسع من آذار سنة 2016، وكان تأسيس المتحف على يد العالم الجيولوجى الأستاذ سربست مجيد، خريج قسم الجيولوجيا من كلية العلوم في الموصل عام 1985، جمع على مدى 40 عاماً مجموعته من الأحجار الكريمة من عدة مناطق حول العالم، وعرضها أولاً في منزلهِ في مدينة شقلاوة الصغيرة شمال شرق هولير عام 2014.الذي كان هاوياً لجمع الأحجار الكريمة ثم صار صاحب متحف يعتبر الوحيد من نوعهِ على مستوى إقليم كردستان العراق.في عام 2016، تم نقل المتحف إلى قلعة أربيل ويشغل الآن أحد المباني التقليدية المرممة المكونة من طابقين.
يضم المبنى المؤلّف من طابقين مجموعة كبيرة من الأحجار الكريمة.
يعرض المتحف العديد من الأحجار الشائعة والنادرة والأحجار الكريمة من العراق ومن دول أخرى، بالإضافة إلى شظايا نيازك وأحفورات وأصناف أخرى من المعروضات، وهو الأول من نوعه في العراق وإقليم كردستان. يوجد متجر في الطابق الأول يبيع الأحجار الأصلية والنسخ المقلدة. سعر الدخول 1500 دينار عراقي (حوالي 1 دولار أمريكي). يمنع استخدام الفلاش في التصوير، ويحظر التصوير داخل المتجر.
يضم جناح المتحجرات الأحافير المختلفة من كردستان وأنحاء أخرى من العالم، منها أمريكا اللاتينية وروسيا وآسيا، أقدمها تريبولايت التي عاشت قبل قرابة ستمائة مليون سنة. ويوجد ياقوت، مرجان، در، زمرّد، كومارين والكوارتز بكل ألوانها البيضاء والوردية والسوداء. ويوجد أيضاً أشجار متحجرات وأسنان للحيوانات من حقب مختلفة من حقبة الكامبري إلى العصر الجليدي.
السبب الرئیسي لفتح المتحف ھو تنشیط حركة السیاحة اولا، ولجمالیة ھذه الأحجار واستفادة الباحثین والمتخصین بعلوم الأرض.

## معرض الصور

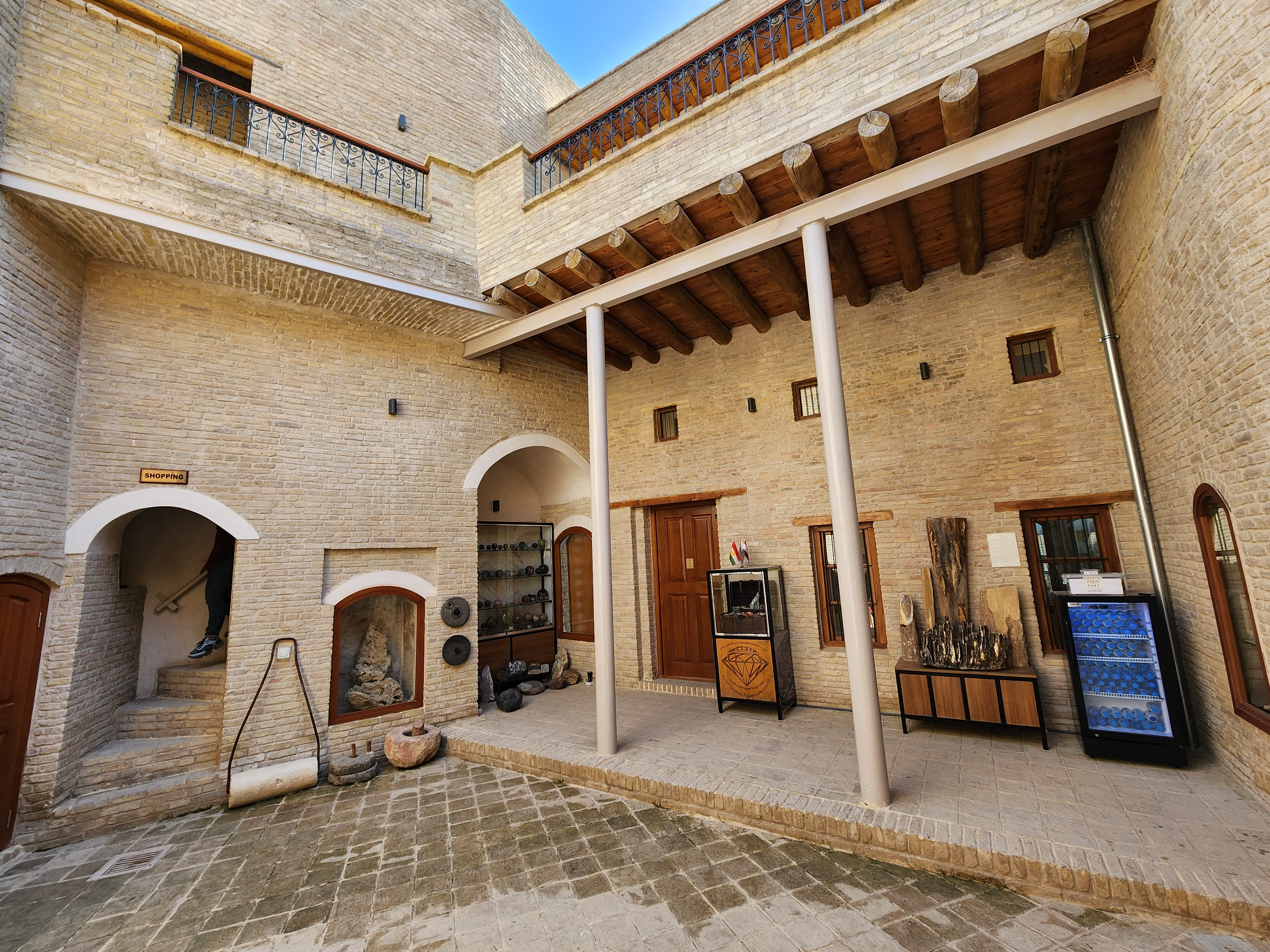
متحف الأحجار والأحجار كريمة أربيل - داخلي
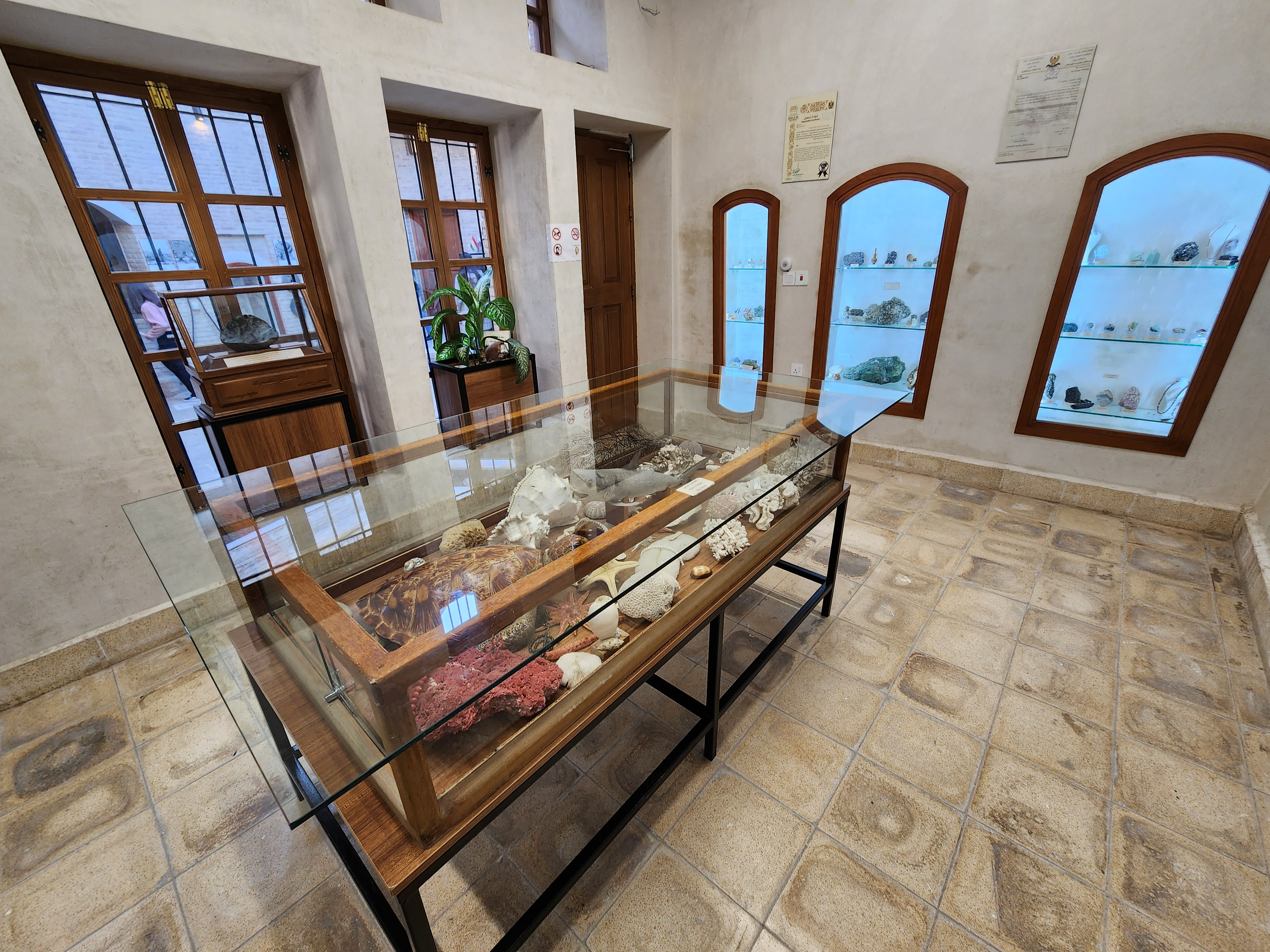
إحدى قاعات العرض
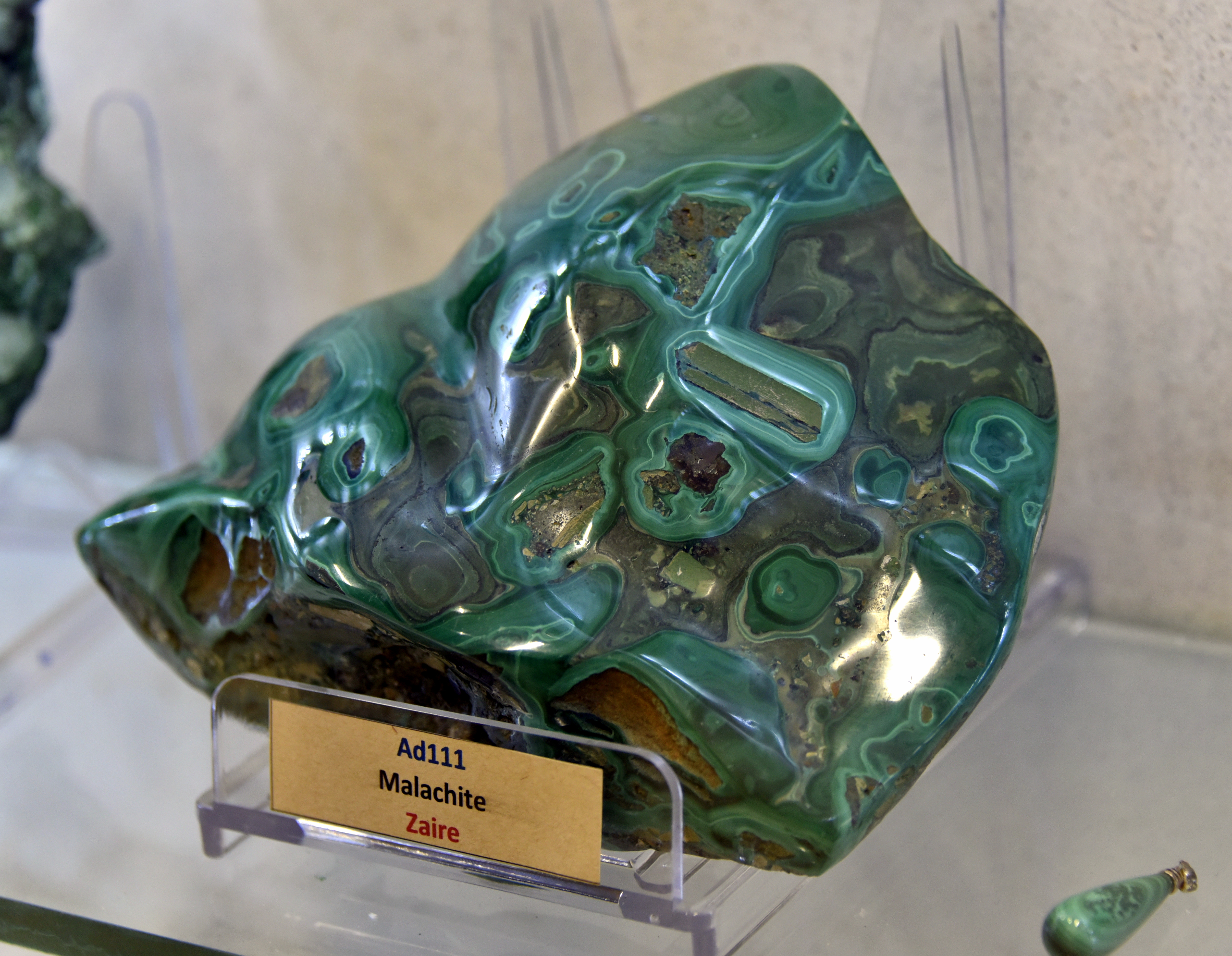
المالاكيت من زائير
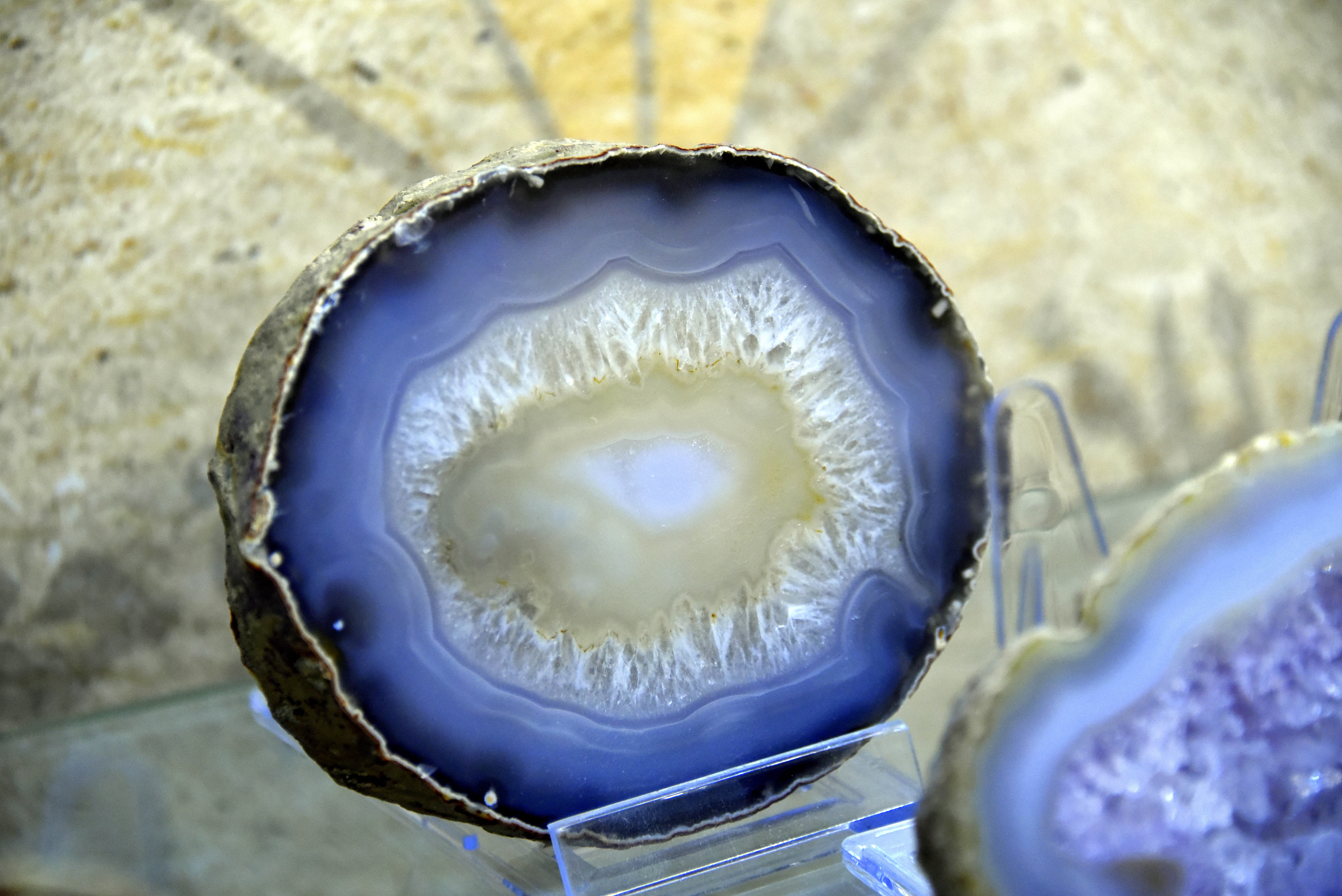
عقيق
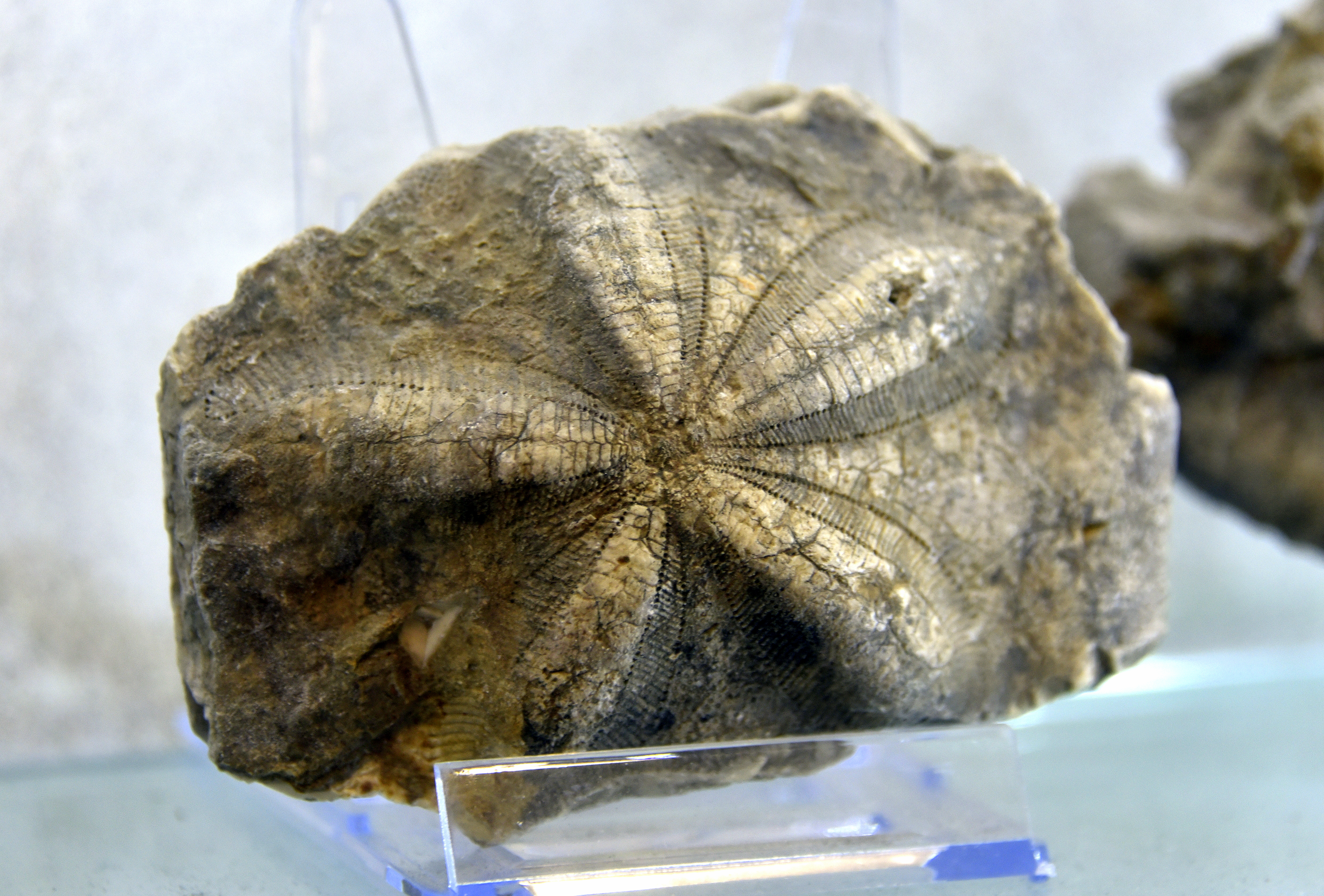
أحفورة نجمة بحر
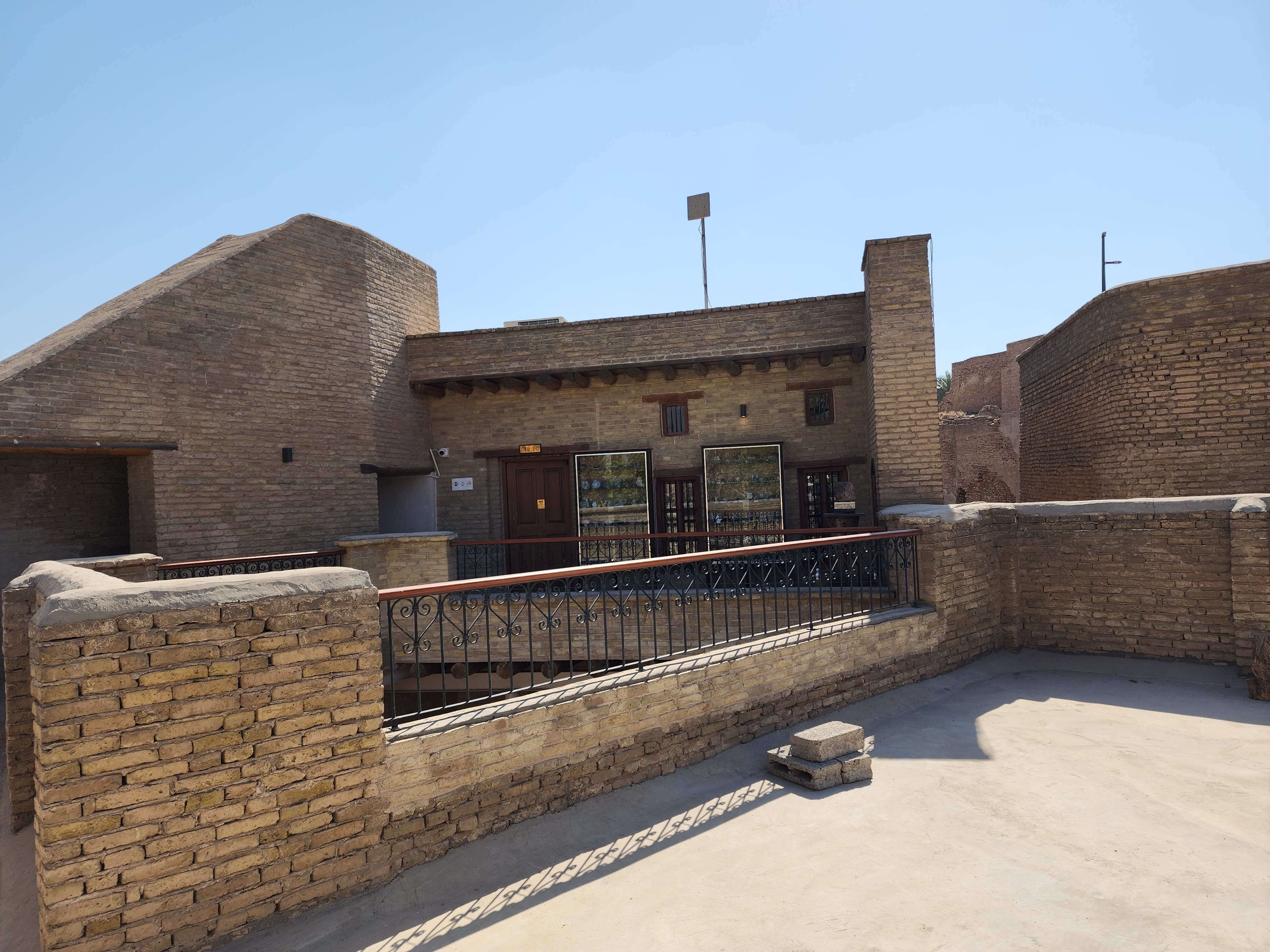
متجر المتحف في الطابق العلوي

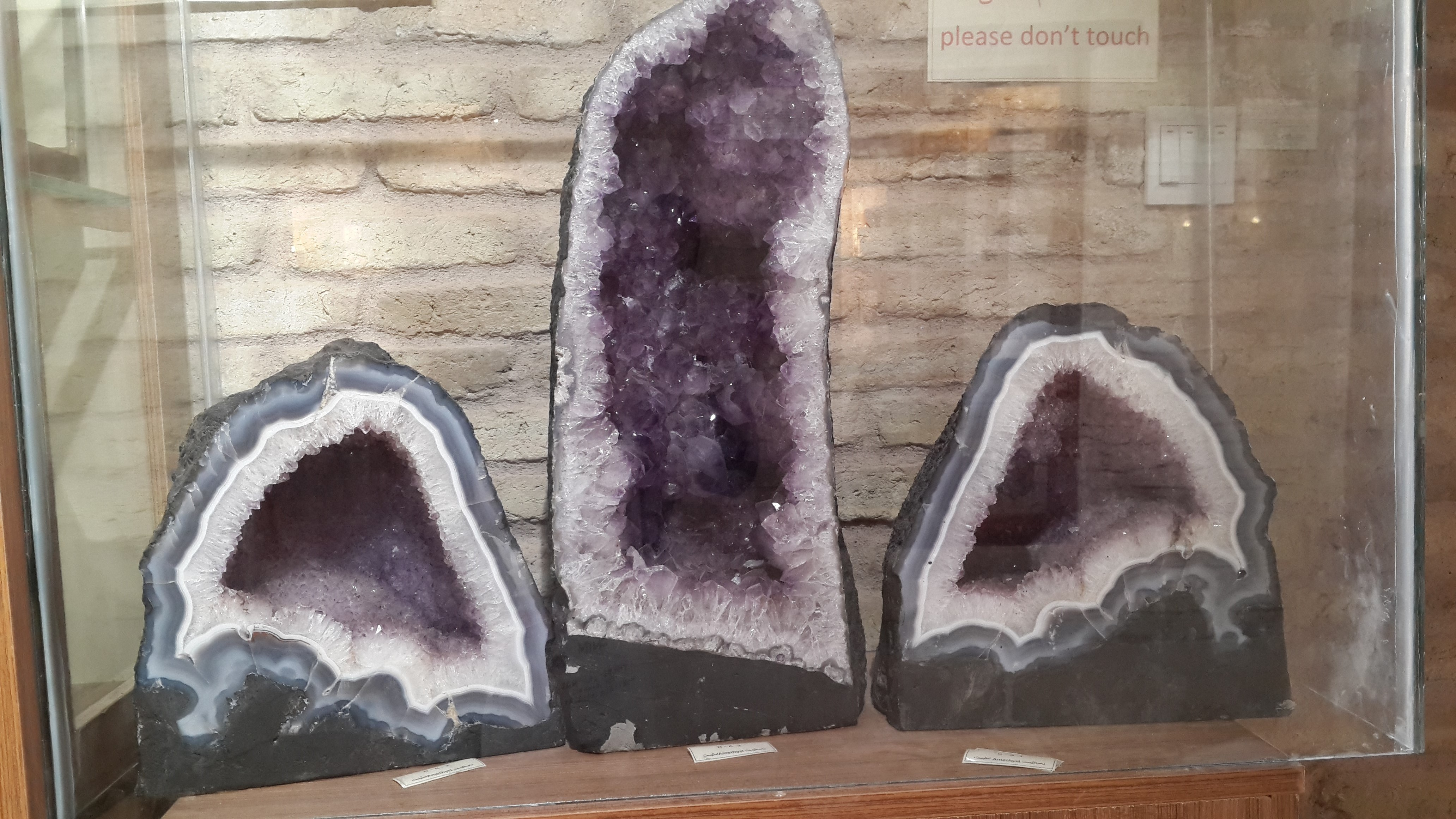
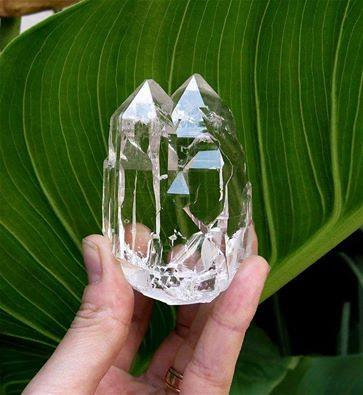
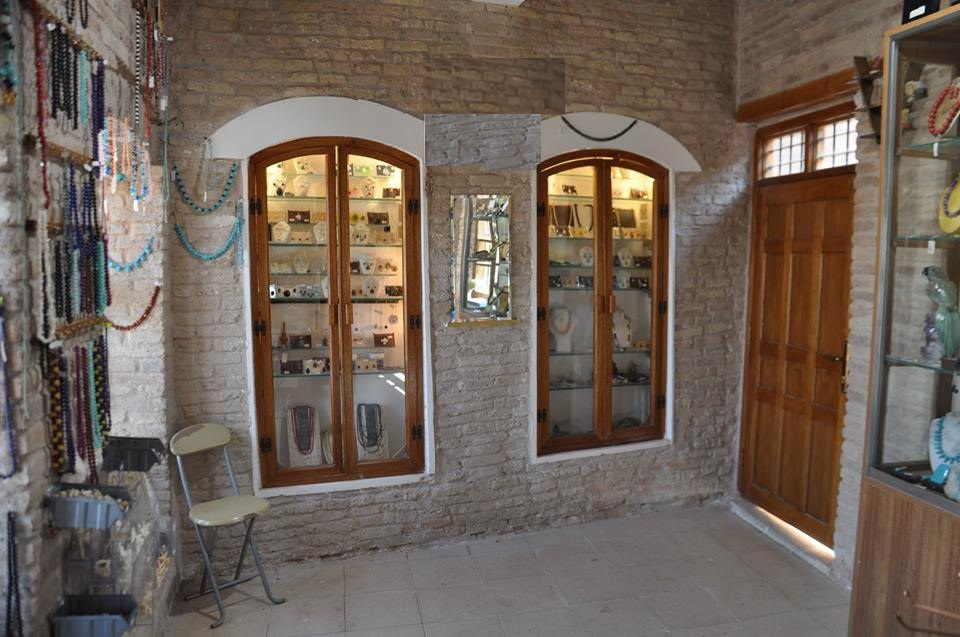
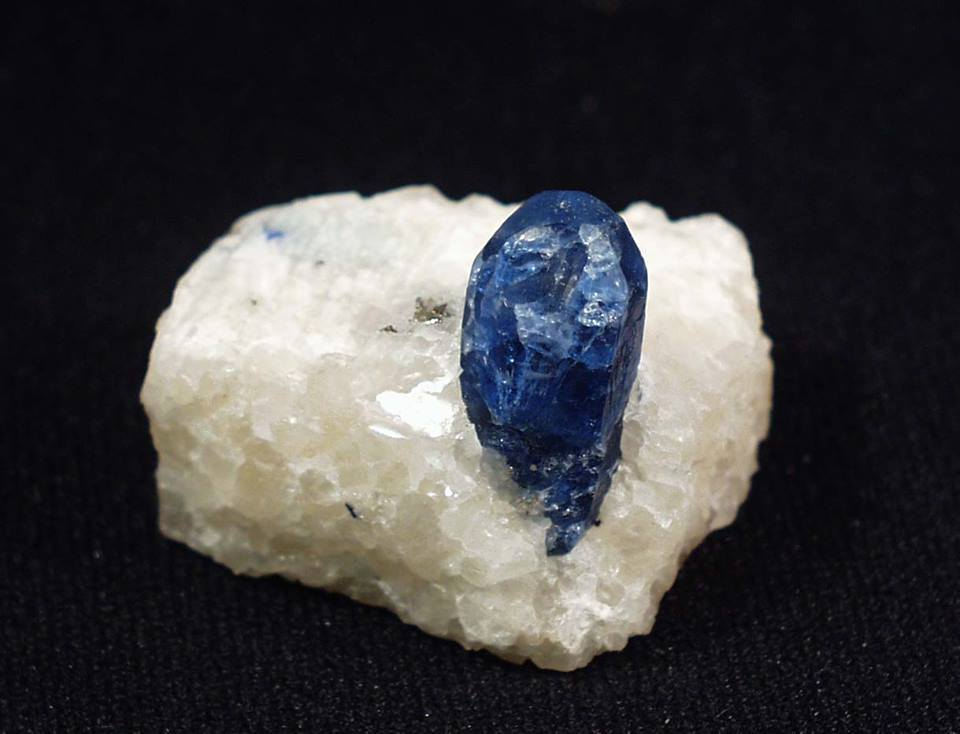
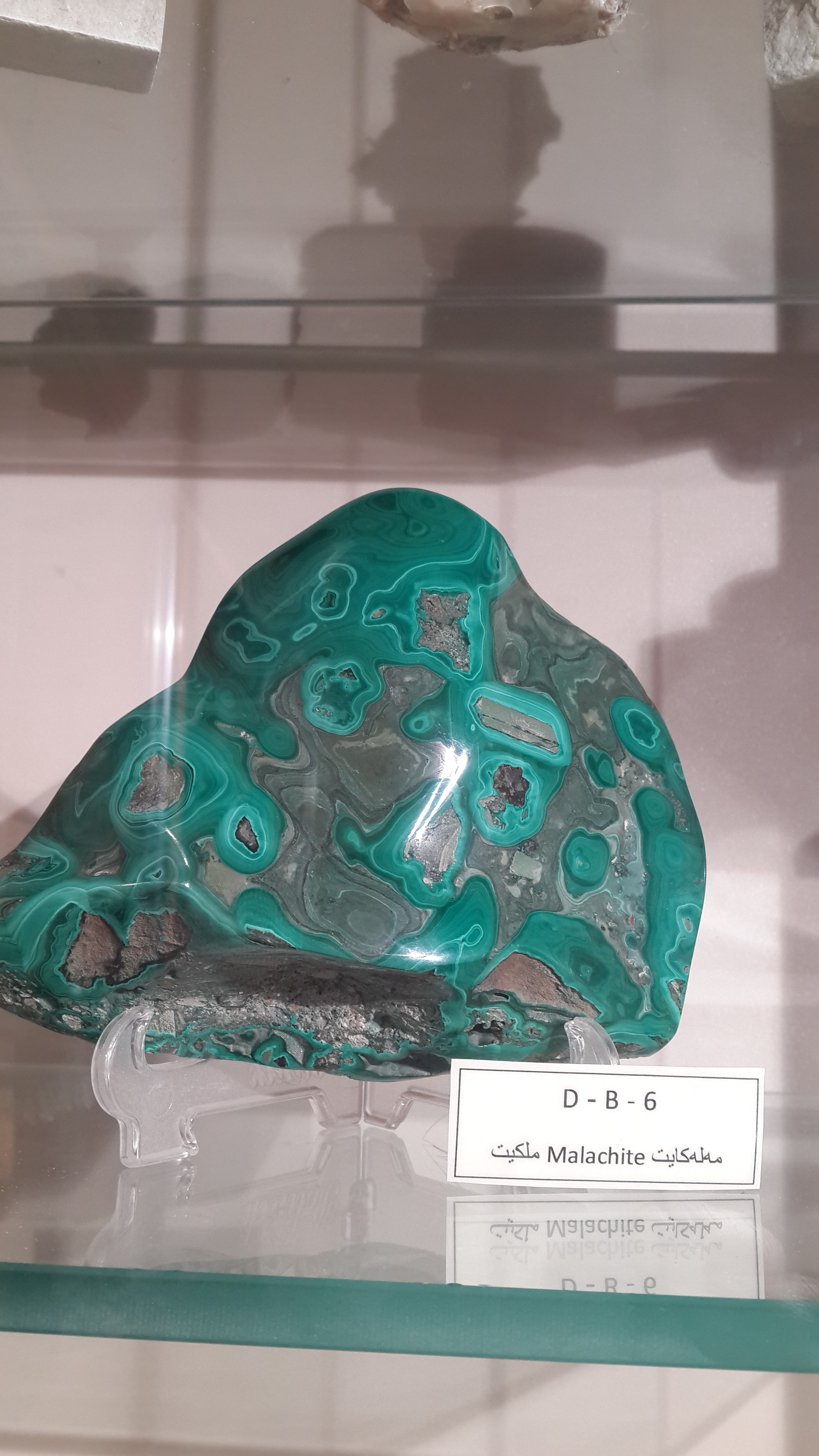
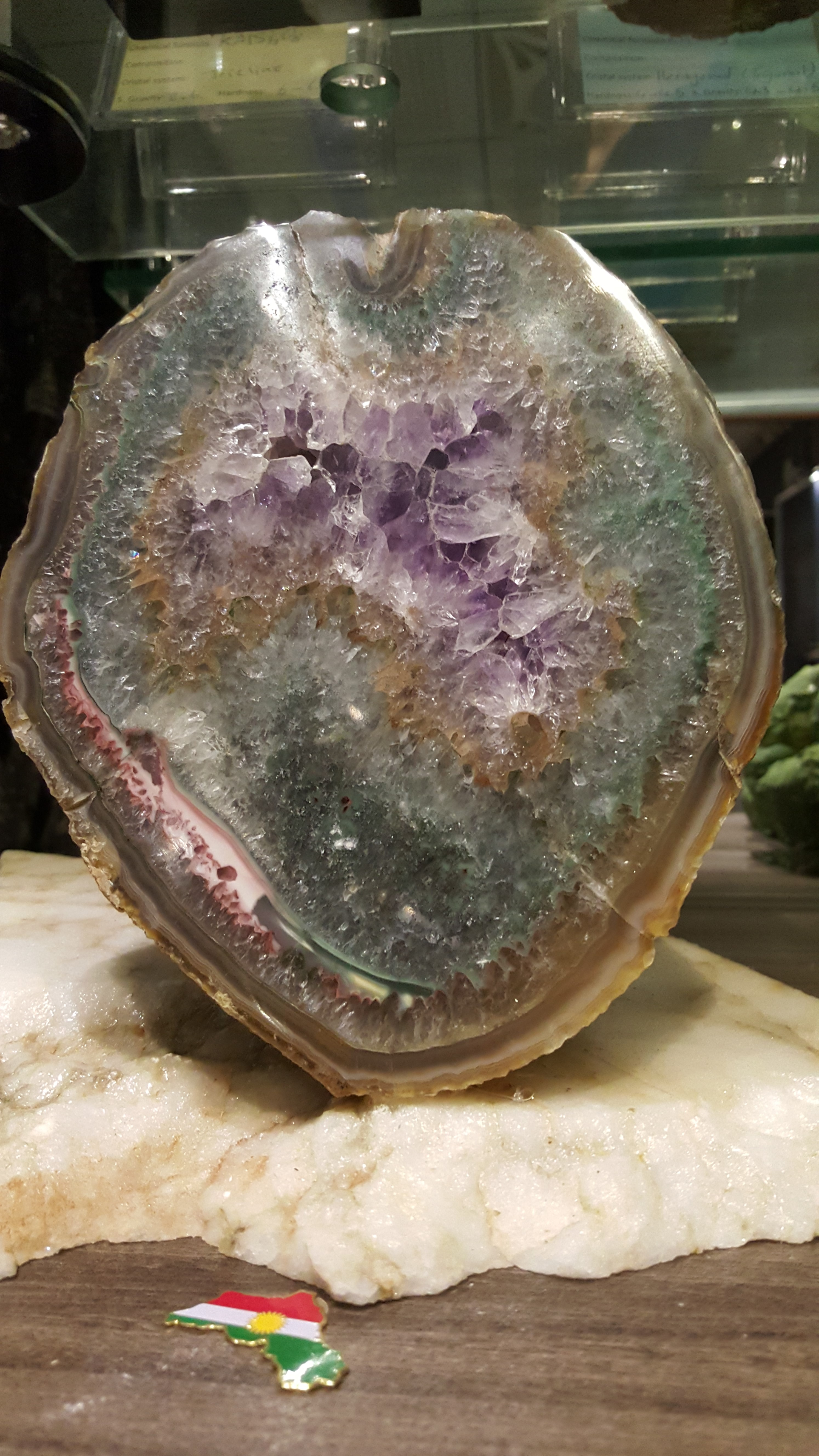